# Nivel de medida

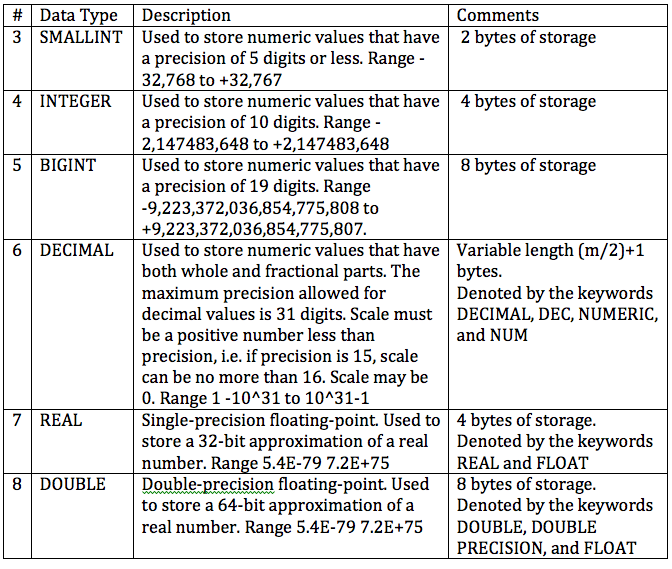
Tipos de datos numéricos

En matemáticas y estadística, el nivel de medida (también, nivel de medición, escala de medida o escala de medición) de una variable es una clasificación acordada con el fin de describir la naturaleza de la información contenida dentro de los números asignados a los objetos y, por lo tanto, dentro de una variable. Según la teoría de las escalas de medida, son posibles varias operaciones matemáticas diferentes dependiendo del nivel en el caso de la estadística propia.

## Escalas de medición discreta, continua y nominal
Las escalas de medida son una sucesión de medidas que permiten organizar datos en orden jerárquico. Las escalas de medida pueden clasificarse de acuerdo con una degradación de las características de las variables. Estas escalas son: nominal, ordinal, de intervalo o racionales. Según se pasa de una escala a otra, el atributo o la cualidad aumenta. Las escalas de medición ofrecen información sobre la clasificación de variables discretas o continuas, también conocidas como escalas grandes o pequeñas. Dicha clasificación determina la selección de la gráfica adecuada. [cita requerida]

## Niveles de clasificación
La medición puede definirse como la asignación de numerales a objetos o sucesos siguiendo ciertas reglas (Stevens, 1946). El autor de esta definición desarrolló un método para clasificar los diferentes resultados de las mediciones en lo que llamó niveles de medición. Un nivel de medición es la escala que representa una jerarquía de precisión en la que puede evaluarse una variable, en función de las características que rigen las escalas. Por ejemplo, la variable estatura puede analizarse en diferentes niveles de medida. Un conjunto de personas pueden clasificarse como altos y bajos, A y B, respectivamente, creando dos grupos. Para ello, no es necesario recurrir a ninguna cinta métrica; simplemente basta observar quiénes destacan sobre los demás (el grupo de altos), y el resto completarán el grupo de bajos. Esto es un ejemplo del nivel nominal de medición.[cita requerida]
También podrían alinearse a los sujetos y ordenarlos según su estatura: el primero sería el más alto y el último el más bajo, el resto se organizaría de forma que cada persona tuviese delante a uno más alto y detrás a uno más bajo. El nivel de medición en este caso es ordinal. Hasta el momento, no es posible decir qué tanto es más alta una persona que otra.[cita requerida]
Con el número de personas que hay entre dos sujetos, por ejemplo, Andrea y Juan en la fila ordenada anteriormente, además del orden se conoce la magnitud de la altura. Si, en lugar de utilizar el número de personas, se recurre a una regla, se puede ofrecer otra medida de la altura. Esta forma de medir es propia del nivel de intervalos, que permite saber la magnitud de los elementos comparando unos con otros.[cita requerida]
La cuarta posibilidad es utilizar un metro que sitúa el cero en el mismo suelo y, por lo tanto, la altura se define en función de la distancia desde la cabeza al suelo (valor cero absoluto donde se sitúa la ausencia de altura). En ciencias sociales, es poco frecuente encontrar variables en niveles de razón: habitualmente, son nominales, ordinales y, en ocasiones, intervalares. Una característica de esta clasificación es que las propiedades de una escala se cumplen en el nivel superior.[cita requerida]
En la estadística descriptiva y con el fin de realizar pruebas de significancia, las variables se clasifican de la siguiente manera, de acuerdo con su nivel de medida:[cita requerida]
- nominal (también categórica o discreta)
- ordinal
- de intervalo o intervalar (continua)
- de razón o racional (continua)

Las variables de intervalo y de razón también se agrupan como variables continuas.[cita requerida]

## Medida nominal
El nivel nominal de medición, de la palabra latina común (nombre) describe variables de naturaleza categórica que difieren en cualidad más que en cantidad (Salkind, 1998: 113). Ante las observaciones que se realizan de la realidad, es posible asignar cada una de ellas exclusivamente a una categoría o grupo. Cada grupo o categoría se denomina con un nombre o número de forma arbitraria, es decir, que se etiqueta en función de los deseos o conveniencia del investigador. Este nivel de medición es exclusivamente cualitativo y sus variables son por lo tanto cualitativas.
Por ejemplo, los sujetos que son del curso de 2º A y los de 3º B generan dos grupos. Cada sujeto se asigna a un grupo, y las variables son de tipo cualitativo (de cualidad) y no cuantitativo puesto que indica donde está cada sujeto y no "cuanto es de un curso y no de otro". En este ejemplo los números 2 y 3 pueden sustituir las letras A y B, de forma que 2 y 3 son simples etiquetas que no ofrecen una valoración numérica sino que actúan como nominativos.
En esta escala hay que tener en cuenta dos condiciones:
- No es posible que un mismo valor o sujeto esté en dos grupos a la vez. No se puede ser de 2 y 3 a la vez. Por lo tanto este nivel exige que las categorías sean mutuamente excluyentes entre sí.
- Los números no tienen valor más que como nombres o etiquetas de los grupos.

En este tipo de medidas, se asignan nombres o etiquetas a los objetos. La asignación se lleva a cabo evaluando, de acuerdo con un procedimiento, la similitud de la instancia a ser medida con cada conjunto de ejemplares o definiciones de categorías. El nombre de la mayoría de los ejemplares nominados o definiciones es el “valor” asignado a la medida nominal de la instancia dada. Si dos instancias tienen el mismo nombre asociado a ellas, entonces pertenecen a la misma categoría, y ese es el único significado que las medidas nominales tienen.
Esta escala comprende variables categóricas que se identifican por atributos o cualidades. Las variables de este tipo nombran e identifican distintas categorías sin seguir un orden. El concepto nominal sugiere su uso que es etiquetar o nombrar. El uso de un número es para identificar. Un número no tiene mayor valor que otro. Un ejemplo son los números de las camisetas de los jugadores de un equipo de béisbol. El número mayor no significa que tiene el mayor atributo que el número menor, es aleatorio o de capricho personal a quien otorga el número.
Para el procesamiento de datos, los nombres pueden ser remplazados por números, pero en ese caso el valor numérico de los números dados es irrelevante. El único tipo de comparaciones que se pueden hacer con este tipo de variables es el de igualdad o diferencia. Las comparaciones “mayor que”o “menor que” no existen entre nombres, así como tampoco operaciones tales como la adición, la substracción, etc. 
Ejemplos de medidas nominales son algunas de estas variables: estado marital, género, raza, credo religioso, afiliación política, lugar de nacimiento, el número de seguro social, el sexo, los números de teléfono, entre otros.
La única medida de tendencia central que se puede hacer es la moda. La dispersión estadística se puede hacer con tasa de variación, índice de variación cualitativa, o mediante entropía de información. No existe la desviación estándar.

## Medida ordinal
El nivel ordinal describe las variables a lo largo de un continuo sobre el que se pueden ordenar los valores. En este caso las variables no solo se asignan a grupos sino que además pueden establecerse relaciones de mayor que, menor que o igual que, entre los elementos.
Por ejemplo, se puede ordenar al conjunto de alumnos del módulo de diversificación curricular en función de la calificación obtenida en el último examen sea de Español, Esperanto o de matemáticas, es lo mismo.
Las variables de este tipo, además de nombrar, se considera el asignar un orden a los datos. Esto implica que un número de mayor cantidad tiene un más alto grado de atributo medido en comparación con un número menor, pero las diferencias entre rangos pueden no ser iguales.
Las operaciones matemáticas posibles son: contabilizar los elementos, igualdad y desigualdad, además de ser mayor o menor que.

## Medida de intervalo o intervalar
El nivel de intervalo procede del latín interval lun (espacio entre dos paredes). Este nivel integra las variables que pueden establecer intervalos iguales entre sus valores. Las variables del nivel de intervalos permiten determinar la diferencia entre puntos a lo largo del mismo continuo. Las operaciones posibles son todas las de escalas anteriores, más la suma y la resta.
En este tipo de medida, los números asignados a los objetos tienen todas las características de las medidas ordinales, y además las diferencias entre medidas representan intervalos equivalentes. Esto es, las diferencias entre un par arbitrario de medidas puede compararse de manera significativa. Estas variables nombran, ordenan y presentan igualdad de magnitud. Por lo tanto, operaciones tales como la adición, la sustracción tienen significado. En estas variables el punto cero de la escala es arbitrario y no significa ausencia de valor. Se pueden usar valores negativos. Las razones  entre valores no tienen sentido pues dependen de la posición del cero, no puede decirse que una temperatura es el doble que la otra, pues usando grados celsius dará un resultado y usando grados Fahrenheit dará otro. Las medidas de tendencia central pueden representarse mediante la moda, la mediana al promedio aritmético. El promedio proporciona más información.
Las variables medidas al nivel de intervalo se llaman variables de intervalo o variables de escala. 
Ejemplos de este tipo de variables son la fecha, la temperatura, las puntuaciones de una prueba, la escala de actitudes, las puntuaciones de IQ, conjuntos de años, entre otros.

## Medida de razón o racional
El nivel de razón, cuya denominación procede del latín ratio (cálculo), integra aquellas variables con intervalos iguales que pueden situar un cero absoluto. Estas variables 
nombran orden, presentan intervalos iguales y el cero significa ausencia de la característica. El cero absoluto supone identificar una posición de ausencia total del rasgo o fenómeno. Tiene características importantes:
- El valor cero no es arbitrario (no responde a las conveniencias de los investigadores). Un ejemplo claro es la temperatura. La existencia de un cero en la escala Celsius no supone la ausencia de temperatura, puesto que el cero grados Celsius está situado por arbitrio de los creadores de la escala. Por el contrario, la escala Kelvin sí tiene un cero absoluto, precisamente allí donde las moléculas cesan su actividad y no se produce por lo tanto roce entre los componentes moleculares. El cero absoluto de la escala Kelvin se sitúa a -273,15 grados Celsius.
- La presencia de un cero absoluto permite utilizar operaciones matemáticas más complejas a las otras escalas. Hasta ahora se podía asignar, establecer la igualdad (nominal), mayor o menor que (ordinal), sumar y restar (intervalo) a las que se añade multiplicar, dividir, etc.

Los números asignados a los objetos tienen todas las características de las medidas de intervalo y además tienen razones significativas entre pares arbitrarios de números. Operaciones tales como la multiplicación y la división tienen significado.
La posición del cero no es arbitraria para este tipo de medida. Las variables para este nivel de medida se llaman variables racionales. La mayoría de las cantidades físicas, tales como la masa, longitud, energía, se miden en la escala racional, así como también la temperatura (en Kelvin) relativa al cero absoluto. Las medidas de tendencia central de una variable medida a nivel racional pueden representarse por la moda, la mediana, la media aritmética o su media geométrica. Lo mismo que con la escala de intervalos, el promedio aritmético proporciona la mayor información.
Por ejemplo; el ingreso; el cero representaría que no recibe ingreso en virtud de un trabajo, la velocidad; el cero significa ausencia de movimiento. Otros ejemplos de variables racionales son la edad, y otras medidas de tiempo. En otras palabras, la escala de razón comienza desde el cero y aumenta en números sucesivos iguales a cantidades del atributo que está siendo medido.